# Funzione sigma

I primi 250 valori della funzione σ

La funzione {\displaystyle \sigma \left(n\right)} è una funzione aritmetica, definita come la somma di tutti i divisori positivi di un numero naturale {\displaystyle n}:
{\displaystyle \sigma \left(n\right)=\sum _{d|n}d.}
La funzione sigma generalizzata è invece definita come la somma delle {\displaystyle \alpha }-esime potenze dei divisori di {\displaystyle n}:
{\displaystyle \sigma _{\alpha }\left(n\right)=\sum _{d|n}d^{\alpha }.}

## Valori della funzione
Per {\displaystyle n\geq 2}, il valore di {\displaystyle \sigma (n)} è sempre maggiore o uguale del numero {\displaystyle n} stesso più {\displaystyle 1}, perché ogni numero e {\displaystyle 1} sono divisori del numero stesso: si ha {\displaystyle \sigma (n)\geq n+1}, con l'uguaglianza se e solo se {\displaystyle n} è un numero primo. Se invece {\displaystyle n} è composto, vale la disuguaglianza più forte {\displaystyle \sigma (n)\geq n+{\sqrt {n}}+1}.
| n    | 1  | 2  | 3  | 4  | 5  | 6  | 7  | 8  | 9  | 10 |
| σ(n) | 1  | 3  | 4  | 7  | 6  | 12 | 8  | 15 | 13 | 18 |
| n    | 11 | 12 | 13 | 14 | 15 | 16 | 17 | 18 | 19 | 20 |
| σ(n) | 12 | 28 | 14 | 24 | 24 | 31 | 18 | 39 | 20 | 42 |

## Proprietà
La funzione sigma è una funzione moltiplicativa, ma non completamente moltiplicativa; da questo si può ricavare una formula compatta per il calcolo di questa funzione. Sia {\displaystyle n=p_{1}^{q_{1}}p_{2}^{q_{2}}\cdots p_{k}^{q_{k}}}.
{\displaystyle \sigma (p_{i}^{q_{i}})=1+p_{i}+p_{i}^{2}+p_{i}^{3}+\cdots +p_{i}^{q_{i}}={\frac {p_{i}^{q_{i}+1}-1}{p_{i}-1}},}
essendo una serie geometrica, e quindi
{\displaystyle \sigma (n)={\frac {p_{1}^{q_{1}+1}-1}{p_{1}-1}}{\frac {p_{2}^{q_{2}+1}-1}{p_{2}-1}}\cdots {\frac {p_{k}^{q_{k}+1}-1}{p_{k}-1}}=\prod _{i=1}^{k}{\frac {p_{i}^{q_{i}+1}-1}{p_{i}-1}}.}
Soddisfa l'identità
{\displaystyle \sigma _{\alpha }\left(n\right)=\prod _{p^{m}|n}{\frac {p^{\alpha \left(m+1\right)}-1}{p^{\alpha }-1}}.}
Altre due notevoli identità che riguardano la funzione sigma sono
{\displaystyle -\sum _{n=1}^{\infty }\ln \left(1-x^{n}\right)=\sum _{n=1}^{\infty }\sigma _{-1}\left(n\right)x^{n},}
e
{\displaystyle \sum _{n=1}^{\infty }{\frac {\sigma _{\alpha }\left(n\right)}{n^{s}}}=\zeta \left(s\right)\zeta \left(s-\alpha \right),}
dove {\displaystyle \zeta \left(s\right)} è la funzione zeta di Riemann.
La funzione {\displaystyle \sigma _{0}(n)} è anche nota come funzione tau.

## Casi particolari
La funzione sigma generalizzata con {\displaystyle \alpha =0}, {\displaystyle \sigma _{0}(n)} restituisce il numero totale di divisori di {\displaystyle n}. Sia n scomponibile in fattori primi come {\displaystyle n=p_{1}^{q_{1}}p_{2}^{q_{2}}\cdots p_{k}^{q_{k}}}, allora
{\displaystyle \sigma _{0}(n)=\prod _{i=1}^{k}(q_{i}+1).}
Ad esempio, il numero di divisori del numero {\displaystyle 24=2^{3}\cdot 3} possono essere calcolati come
{\displaystyle \sigma _{0}(24)=\prod _{i=1}^{2}(q_{i}+1)=(3+1)\cdot (1+1)=8.}
In effetti il numero 24 ha 8 divisori (1, 2, 4, 8, 3, 6, 12 e 24).

## Codice
In C:
```
int
 
sigma
(
 
int
 
N
 
){
//la funzione riceve un intero naturale N e restituisce la somma dei suoi divisori

	
int
 
i
,
 
res
=
0
;

	
if
 
(
N
<
1
)
 
return
 
0
;
//se N è non positivo, restituisce zero

	
for
 
(
i
=
1
;
 
i
<=
N
;
 
i
++
)

		
if
(
 
!
(
N
%
i
)
 
)
 
// equivalente a (N%i)==0

			
res
+=
i
;

	
return
 
res
;

}

```